# Aluminato

Ion tetrahidroxialuminato

En química, un aluminato es un compuesto que contiene un oxoanión de aluminio, como el aluminato de sodio. En la denominación de compuestos inorgánicos, es un sufijo que indica un anión poliatómico con un átomo central de aluminio.

## Oxianiones de aluminato

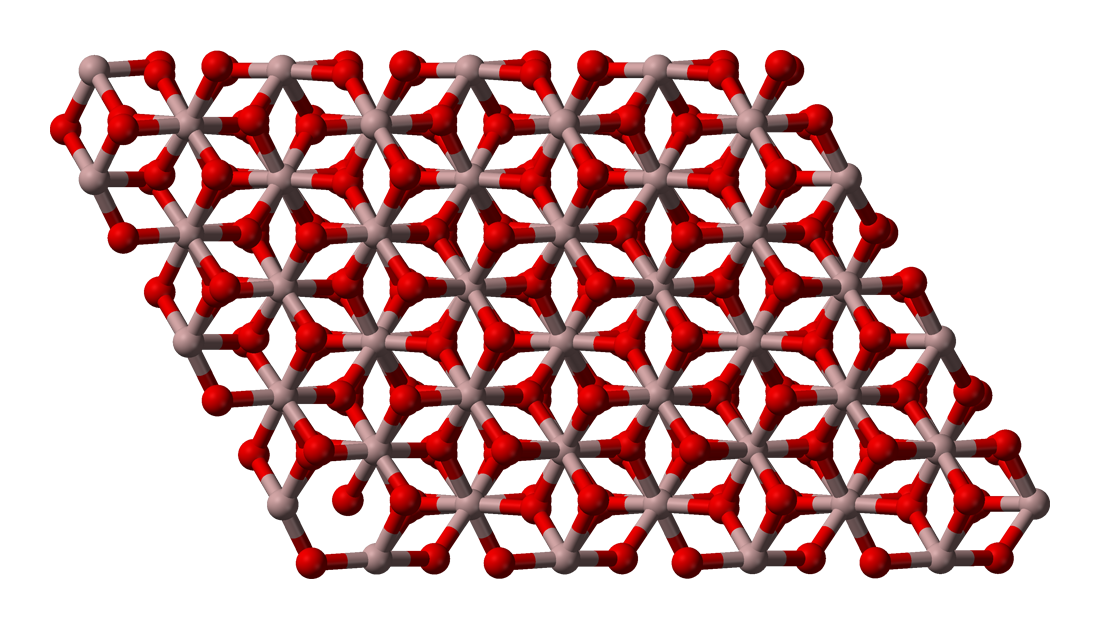
Estructura atómica de la alúmina

La alúmina es anfótera: se disuelve tanto en bases como en ácidos. Cuando se disuelve en bases forma iones de hidroxialuminato de la misma manera que el hidróxido de aluminio, o sales de aluminio. El hidroxialuminato o aluminato hidratado se puede precipitar y luego calcinar para producir aluminatos anhidros. Los aluminatos a menudo se formulan como una combinación de óxido básico y óxido de aluminio, por ejemplo, la fórmula del aluminato de sodio anhidro NaAlO2 se muestra como:
Na2O·Al2O3
Se conocen varios oxianiones de aluminato:
- El más simple es el AlO5−
4. Aproximadamente tetraédrico, se encuentra en el compuesto Na5AlO4,[2]
- Iones AlO−
2 enmarcados en el aluminato de sodio anhidro NaAlO2[3] y en el aluminato monocálcico, CaAl2O4 formados por tetraedros {AlO4} que comparten esquinas.[4]
- Un anión anular, el anión cíclico Al
6O18−
18, que se encuentra en el aluminato tricálcico Ca3Al2O6, que se puede considerar que consta de tetraedros {AlO4} que comparten 6 esquinas.[5]
- Varios aniones de cadena ilimitada en los compuestos Na7Al3O8 que contienen anillos unidos para formar cadenas, Na7Al13O10 y Na17Al5O16 que contienen a su vez aniones de cadena discreta.[6]

## Óxidos mixtos que contienen aluminio

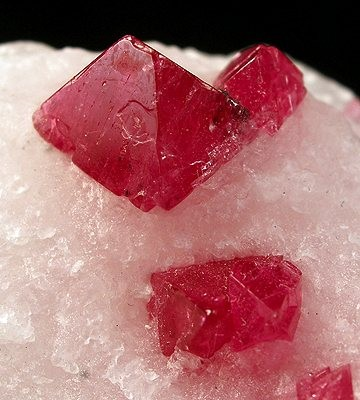
Cristales de espinela

Hay muchos óxidos mixtos que contienen aluminio donde no hay iones de aluminato discretos o poliméricos, con fórmula genérica A2+
B3+
2O2−
4, y que contienen aluminio como Al3+, como el mineral espinela (MgAl2O4) que son óxidos mixtos de empaquetamiento compacto con átomos de oxígeno O y aluminio Al3+ en posiciones octaédricas.
El compuesto BeAl2O4, el mineral crisoberilo (isomorfo con el olivino), tiene empaquetamiento hexagonal cerrado con átomos de oxígeno y de aluminio en posiciones octaédricas y berilio en posiciones tetraédricas.
Algunos óxidos con la fórmula general MAlO3 a veces llamados aluminatos u ortoaluminatos como el YAlO3, ortoaluminato de itrio, son óxidos mixtos y tienen la estructura de la perovskita.
Otros óxidos, el como Y3Al5O12, generalmente llamados granates de itrio y aluminio, tienen la estructura del granate.

## Hidroxialuminatos
El anión Al(OH)−
4 se conoce en soluciones de alto pH de Al(OH)3.

## Vidrios de aluminato
La alúmina por sí sola no puede volverse vítrea fácilmente con las técnicas actuales, aunque con la adición de un segundo compuesto se pueden formar muchos tipos de vidrios de aluminato. Los vidrios producidos muestran una gama de propiedades interesantes y útiles, como un alto índice de refracción, buena transparencia infrarroja y alto punto de fusión, así como la capacidad de albergar iones activos ante el láser y con fluorescencia. La levitación aerodinámica es un método clave utilizado para estudiar y producir muchos vidrios de aluminato, dado que permite mantener una alta pureza en la masa fundida a temperaturas superiores a 2000 Kelvin (1700 °C).
Algunos materiales que se sabe que forman vidrio en combinación binaria con óxido de aluminio son los óxidos de tierras raras, los óxidos alcalinotérreos (CaO, SrO, BaO), el óxido de plomo y el dióxido de silicio.
Además, se ha descubierto que el sistema Al2O3 (aluminato) forma cerámicas de vidrio similares al zafiro. A menudo, esta capacidad se basa en composiciones en las que la interacción entre la capacidad de formación de vidrio y la estabilidad del vidrio está aproximadamente equilibrada.

## Aplicaciones de los aluminatos
El aluminato de sodio, NaAlO2, se usa industrialmente en el teñido para formar un mordiente; y las formas hidratadas se usan en la purificación de agua, encolado de papel y en la fabricación de zeolitas, cerámicas y catalizadores en la industria petroquímica, especialmente en el proceso de isomerización de alquenos y aminas. Los aluminatos de calcio son ingredientes importantes de los cementos.
El compuesto Li5AlO4 se utiliza en la industria de la energía nuclear.

## Sufijo de aluminato utilizado en la denominación de compuestos inorgánicos
Los ejemplos son:
- El ion tetracloroaluminato AlCl−
4 se encuentra, por ejemplo, en el tetracloroaluminato de litio.[6]
- El ion tetrahidroaluminato AlH−
4 se encuentra, por ejemplo, en el hidruro de litio y aluminio.[6]
- El ion hexafluoroaluminato AlF3−
6 se encuentra, por ejemplo, en el hexafluoroaluminato de sodio.[6]

## Aluminatos fabricados con nuevas materias primas
Muchos estudios de investigación recientes se han centrado en una solución eficaz para el tratamiento de residuos. Esto ha llevado a que algunos residuos se conviertan en nuevas materias primas para muchas industrias. Tal logro asegura una reducción en el uso de energía y recursos naturales, disminuyendo el impacto ambiental negativo y creando nuevos campos de trabajo.
Un buen ejemplo proviene de la industria metalúrgica, particularmente de la industria del aluminio. El reciclaje de aluminio es una actividad beneficiosa para el medio ambiente, ya que recupera recursos tanto de los residuos de fabricación como de los consumidores. La escoria y la chatarra, que antes se consideraban residuos, son ahora la materia prima de algunas nuevas industrias altamente rentables. Existe un valor agregado en los materiales fabricados a partir de un residuo de aluminio que actualmente se considera un desecho peligroso. La investigación actual está investigando el uso de estos desechos para fabricar vidrio, vitrocerámica, boehmita y aluminato de calcio.